# Valentín Balbín
Valentín Balbín (Buenos Aires, 23 de febrero de 1851-San Fernando, 18 de enero de 1901), fue un ingeniero, matemático y profesor argentino.

## Formación
Cursó sus estudios medios en el Colegio Nacional de Buenos Aires, cuyo director en esa época era Amadeo Jacques. En 1870 obtuvo el título de ingeniero otorgado por la recientemente creada Escuela de Ingeniería, con una tesis sobre las aguas corrientes, siendo uno de los primeros trece graduados en ingeniería junto a Luis Augusto Huergo (el primer ingeniero en Argentina), Francisco Lavalle, Adolfo Büttner, Luis Silveyra Olazábal, Guillermo Villanueva y Guillermo White, entre otros, y el único de ese grupo que se dedicó a la matemática.  Su tesis tuvo mayor relevancia por entonces debido a que en 1870 se estaba presentando el tercer brote de fiebre amarilla en Buenos Aires, por lo cual el gobierno lo convocó para participar del proyecto de construcción del puerto de la ciudad, una de las puertas de entrada del virus. Balbín (junto a Lavalle y White) fue becado como alumno sobresaliente, para viajar a Europa a continuar sus estudios; allí, en 1876, obtuvo el doctorado en Ciencias Matemáticas en Oxford, Inglaterra. De regreso en la Argentina, en 1878, inició estudios de agrimensura.

## Labor como ingeniero
Luego de su viaje a Europa fue nombrado ingeniero residente de la Comisión de Obras de Saneamiento. Formó parte de la «Comisión de Aguas Corrientes» de Buenos Aires y en 1880 fue nombrado inspector general de obras hidráulicas del «Departamento de Ingenieros Nacionales», dependiente del nuevo Ministerio de Obras Hidráulicas de la Argentina. Dirigió la obra del acueducto a San Luis, que conduce agua desde el embalse de Potrero de los Funes, la obra de trazado del río Matanza-Riachuelo y los estudios de canalización del delta. Estuvo a cargo de estudios geodésicos en la provincia de La Pampa luego de la campaña militar Conquista del Desierto, para la posterior mensura y subdivisión de tierras. En 1870 formó parte del equipo de arquitectos e ingenieros (Pedro Benoit, Juan Martín Burgos y Carlos Altgelt) que proyectaron la Casa de Corrección de Menores Varones ubicada en los terrenos de la cárcel de Caseros, en el barrio Parque Patricios de Buenos Aires.
En 1881 publicó su trabajo Sistema de medidas y pesas de la República Argentina, que dio origen a la normalización del sistema y a la adopción del sistema métrico decimal como medida oficial.
En sus últimos años estaba a cargo de la Dirección General de Obras Hidráulicas del Ministerio de Obras Públicas.

## Docencia
Fue profesor de Matemáticas Superiores en la Facultad de Ciencias Físico Matemáticas, la que le otorgó el título de doctor en ciencias exactas y, más tarde, el de académico honorario. Propuso el estudio de la historia de la matemática e introdujo la enseñanza de la estática gráfica. En 1888 fue presidente de la Sociedad Científica Argentina, creada en 1872, cargo que ocupó durante dos períodos. Al año siguiente publicó la Revista de Matemáticas Elementales, la primera en la Argentina dedicada a la divulgación de la matemática, de frecuencia quincenal, editada hasta 1892. En ella se publicaron textos de autores de otros países, por ejemplo, de Zoel García de Galdeano de España y de Giuseppe Peano de Italia. En 1892 fue nombrado rector del Colegio Nacional de Buenos Aires. Fue profesor de la Facultad de Filosofía y Letras y miembro y vicedecano de su Consejo Académico. Alrededor de 1892 proyectó el plan de estudios para la Escuela Nacional de Minas de San Juan (creada en 1873, origen de la Facultad de Ingeniería creada en 1973).

## Libros
Su obra escrita se especializó en textos escolares de matemática. También hizo traducciones al español de libros de matemática en inglés, alemán y latín. Además hizo traducciones de documentos relativos a conflictos internacionales a solicitud del Poder Ejecutivo Nacional.
Algunos de sus libros:
- Álgebra elemental. (Arreglada para el tercer año de los colegios nacionales de acuerdo con los programas vigentes). Aprobada por el Ministerio de Instrucción Pública. Buenos Aires: Editorial Cabaut. 1916. pp. 318.
- Nociones de geometría. (Para el uso de las Escuelas Primarias). Buenos Aires: Editorial Estrada. 1900. pp. 115.
- Nociones de aritmética para el uso de las escuelas primarias. Buenos Aires: Editorial Estrada. 1900. pp. 147.
- Aritmética práctica. (Arreglada para el 1.er. año de los colegios nacionales, de acuerdo con los programas vigentes). Aprobada por el Ministerio de Instrucción Pública. Buenos Aires: Imprenta Martín Biedma. 1898. pp. 224.
- Tratado de estereometría genética de conformidad con los adelantos más recientes. Buenos Aires: Imprenta Martín Biedma. 1894. pp. 126.
- Aritmética práctica. 1892.
- Álgebra elemental. 1892.
- Crestomatía latina. (Arreglada para uso de los establecimientos de segunda enseñanza). Volumen. Buenos Aires: Imprenta Martín Biedma. 1892.
- Elementos de cálculo de los cuaterniones y sus aplicaciones principales a la geometría, al análisis y a la mecánica. 1887.
- Sistema de medidas y pesas de la República Argentina. Buenos Aires: Imprenta Martín Biedma. 1881. pp. 239
- Traducción: Schlotke, J. Elementos de estática gráfica. Buenos Aires: Imprenta de Martín Biedma e Hijo editores. 1907. pp. 160.
- Traducción: Richardson y Ramsay. Geometría plana moderna. 1894.
- Traducción: conferencias de Newberg sobre sistemas de barras articuladas. 1890.
- Traducción: G. Woolsey Johnson. Trazado de curvas dadas en coordenadas cartesianas. 1889.
- Traducción: Juan Casey. Tratado de geometría analítica. Buenos Aires: Imprenta Martín Biedma. 1888.[7]
- Traducción: Merriman. Método de los cuadrados mínimos.
- Mejoras de las vías públicas de la ciudad de Buenos Aires. Reporte hecho para el Gobierno de la provincia de Buenos Aires. 1873.
- Varios estudios hechos en Europa. 1872.

## Reconocimientos y homenajes
En 1897 el Gobierno de Francia le otorgó la condecoración de «Oficial de Academia».
Es mencionado en la novela Juvenilia, de Miguel Cané, quien fuera su condiscípulo en el Colegio Nacional de Buenos Aires.
En el partido de General Pinto de la provincia de Buenos Aires se encuentra la localidad de Villa Roth, conocida también como «Ingeniero Balbín» por la denominación de su estación de ferrocarriles, que fuera llamada así en recordación de Valentín Balbín.